# Komtesse
I Danmark er en komtesse en greves ugifte datter, medens hans hustru er grevinde. Ved giftemål arver komtessen sin mands titel, om denne har en. Hvis ikke, mister komtessen sin. 
Muligvis kan Comtesse anvendes om f.eks. franske (ikke engelske, tyske eller italienske) forhold.
| Familie | Spire Denne artikel om familie og parforhold er en spire som bør udbygges. Du er velkommen til at hjælpe Wikipedia ved at udvide den. |